# En vadrouille
Pour plus de détails, voir Fiche technique et Distribution.
En vadrouille (titre original : On the Wrong Trek) est un film américain réalisé par Charley Chase et Harold Law mettant en scène Charley Chase, sorti en 1936.

## Synopsis
Rentré au bureau Charley Chase fait à ses collègues le récit de ses pérégrinations durant ses vacances qui furent un vrai cauchemar.
Tout se serait idéalement passé s'il n'était parti avec sa belle-mère qui au dernier moment a décidé de les conduire lui et sa femme en Californie plutôt qu'au Michigan où ils avaient planifié de se rendre...

## Fiche technique
- Titre original : On the Wrong Trek
- Titre français : En vadrouille
- Réalisation : Charley Chase[1] et Harold Law
- Photographie : Art Lloyd
- Montage : William H. Ziegler
- Ingénieur du son : Warren B. Delaplain
- Producteur : Hal Roach
- Société de production : Hal Roach Studios
- Société de distribution : Metro-Goldwyn-Mayer
- Pays de production : États-Unis
- Langue : anglais
- Format : Noir et blanc - 35 mm - 1,37:1  -  sonore
- Genre : Comédie
- Longueur : deux bobines
- Date de sortie : 
  - États-Unis : 18 avril 1936

## Distribution
Source principale de la distribution :
- Charley Chase : Charley Chase
- Rosina Lawrence : Mrs. Chase
- Clarence Wilson : Mr. Wilson (le propriétaire de la voiture détruite par Charley)
- Bonita Weber : la belle-mère

Et parmi la distribution non créditée :
- Oliver Hardy : un auto-stoppeur
- Stan Laurel : un auto-stoppeur
- Harry Bernard : Hobo
- Joe Bordeaux : figuration
- Sammy Brooks : un auto-stoppeur
- Bobby Burns : figuration
- Dick Gilbert : figuration
- Jack Hill : figuration
- Bob O'Connor : figuration
- Gertrude Sutton : Gertrude, la collègue de bureau
- May Wallace : Mrs Wilson
- Leo Willis : un de ceux qui volent la voiture

## Autour du film

### Le caméo de Laurel et Hardy
Le film est surtout connu pour être un caméo de Laurel et Hardy.

Lorsqu'ils sont en voiture, la belle mère de Charley lui demande pourquoi il ne s'arrête pas prendre des auto-stoppeurs. Charley y est opposé, il s'agit tous de vulgaires vagabonds et il ne prend jamais d'auto-stoppeurs. La belle-mère insiste, lui expliquant que certains ont des têtes sympathiques, et, d'ailleurs, ainsi ceux-là : la caméra nous montre alors sur le bord de la route Laurel et Hardy en train de faire du stop ! Oliver Hardy est assis sur une montagne de valises et Stan Laurel porte un parapluie. Les deux font bien-sûr signe avec leurs pouces dans les deux directions opposés et au passage de la caméra, Oliver réprimande Laurel.

Il s'agit d'un clin d'œil et le plan ne dure qu'une dizaine de secondes. Il est accompagné d'un geste de Charley se grattant la tête à la manière de Stan Laurel. Finalement une apparition fugace mais le film, restauré pour cette unique raison, permet de se rendre compte de la qualité de la prestation d'un Charley Chase, aujourd'hui tombé quasiment dans l'oubli.